# Kamran Aliyev
Kamran Aliyev (tiếng Azerbaijani: Kamran Qurban oğlu Əliyev, tiếng Nga: Камран Гурбанович Алиев; sinh ngày 15 tháng 10 năm 1998) là một tiền vệ bóng đá người Azerbaijan. Anh thi đấu cho F.K. Khimki tại Giải bóng đá Quốc gia Nga.

## Sự nghiệp câu lạc bộ
Anh có màn ra mắt tại Giải bóng đá Quốc gia Nga cho F.K. Khimki vào ngày 17 tháng 5 năm 2017 trong trận đấu với F.K. Sokol Saratov.

## Sự nghiệp quốc tế
Aliyev được triệu tập và thi đấu cho U-20 Azerbaijan match against Georgia vào ngày 16 tháng 5 năm 2018. Vào ngày 24 tháng 5 năm 2018, anh ghi bàn thắng đầu tiên cho U-20 Azerbaijan, trong trân giao hữu với U-21 Macedonia.